# Tonje Nøstvold
Tonje Nøstvold (Stavanger, 1985. május 7. –) olimpiai, világ- és Európa-bajnok norvég válogatott kézilabdázó.

## Pályafutása
Nøstvold pályafutásának elején a Byåsennel ért el először komolyabb sikereket. 2007-ben megnyerte a Norvég kupát, illetve döntőt játszott a Kupagyőztesek Európa-kupájában, ahol a döntőben, a román CS Oltchim Râmnicu Vâlcea elleni párharcban ő volt a norvég csapat legeredményesebb játékosa, a két mérkőzésen összesen 15 gólt szerzett, végül ezüstérmes lett.
2008-ban légiósnak állt, a dán bajnoki ezüstérmes FC Midtjyllandhoz igazolt, amely csapattal 2011-ben EHF-kupa győztes és dán bajnok lett. Három év után visszatért előző csapatához, újra a norvég Byåsen IL játékosa lett. 2014 novemberétől várandóssága miatt szüneteltette pályafutását. 2016-ban tért vissza a kézilabdapályára a Sola HK játékosaként. 2018-ban vonult vissza, majd a Sola HK utánpótlásedzője lett.
183 alkalommal szerepelt a norvég válogatottban 2005 és 2014 között. Ezalatt minden jelentős nemzetközi tornán legalább egyszer győzedelmeskedni tudott. A 2008-as Európa-bajnokság döntőjében lőtt 7 góljával ő volt a legeredményesebb norvég játékos.

## Sikerei
- Olimpiai bajnok: 2008, 2012
- Világbajnokság győztese: 2011
  - ezüstérmes: 2007
  - bronzérmes: 2009
- Európa-bajnokság győztese: 2006, 2008, 2010
- EHF-kupa győztese: 2011
- Dán bajnokság győztese: 2011
- Norvég kupa győztes: 2007